# سان ألفونسو ديل مار
سان الفونسو ديل مار منتجع خاص يقع في مدينة الغاروبو بدولة تشيلي على بعد مائة كيلومتر (60 ميل) غرب العاصمة سانتياجو، وهو مشهور لدخوله موسوعة جينيس العالمية للأرقام القياسية كأكبر وأعمق مسبح في العالم، ولا يزال منطقة جذب للسياح منذ افتتاحه في ديسمبر عام 2006.

## مسبح ومنتجع

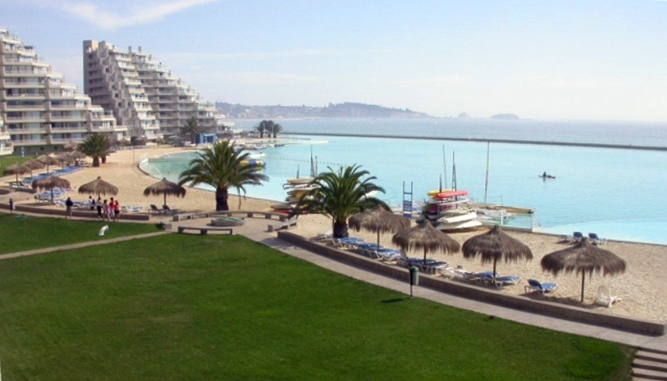
سان الفونسو ديل مار

يبلغ طول مسبح سان الفونسو ديل مار 1000 متر (3/5 ميل) وعمقه 4 مترا (13 قدما) ويغطي مساحة قدرها 7.7 هكتار (19 ايكر) وسعته 250 مليون لتر (66 مليون جالون) من ماء البحر، وقد قامت شركة كريستال لاجون التشيلية بتصميم المسبح يحث تقوم بضخ المياه فيه من المحيط الهادي بعد تنقيتها ومعالجتها كيميائيًا.

## التطوير
بلغت تقديرات التكلفة المبدئية لبناء المسبح وحده حوالي 3.5 مليون دولار أمريكي، في حين أن التقديرات الحديثة والدقيقة تبلغ ما يقرب من 1.5 مليار دولار أمريكي للإنشاءات المنتجع، و 4 ملايين دولار للصيانة السنوية.